# Breathing (canción de Kate Bush)
«Breathing» es un sencillo de Kate Bush, el primer corte de su álbum de 1980 Never for Ever. Cuenta con coros de Roy Harper.

El sencillo se editó el 14 de abril de 1980, cuatro meses antes del álbum, y alcanzó el puesto 16 del UK Chart. y permaneció en el Top 50 por 7 semanas.

## Contenido
"Breathing" es sobre un feto, consciente de lo que sucede fuera de su matriz y asustado por la lluvia radiactiva. Las letras también refieren al feto que absorbe la nicotina de la sangre de la madre cuando está fumando. En una entrevista ese año Bush describió la canción como su «pequeña sinfonía», añadiendo que la consideraba su mejor trabajo hasta la fecha. Bush declaró que la información dentro de la canción provino mayoritariamente de un documental sobre los efectos de guerra nuclear, mientras el tono de la canción estuvo inspirado en The Wall de Pink Floyd. La pista incluye las palabras habladas que describen el centellear de una bomba nuclear.

## Posicionamiento
| Listas (1980)    | Posición más alta |
| ---------------- | ----------------- |
| UK Singles Chart | 16                |

## Otras versiones
En 2013, British Electric Foundation (B.E.F.) -la banda de Martyn Ware- y Andy Bell hicieron una versión que fue incluida en el álbum de B.E.F. Music of Quality & Distinction Volume 3: Dark.